# 夫婦交姦〜一度シたら戻れない…夫よりスゴい婚外セックス〜
『夫婦交姦〜一度シたら戻れない…夫よりスゴい婚外セックス〜』（ふうふこうかん いちどしたらもどれない おっとよりスゴいこんがいセックス）は、ペーター・ミツルによる漫画作品。スクリーモの「MENSスクリーモ」レーベルの作品として2021年8月12日より配信されている。単行本は『夫婦交歓』のシリーズ名でブラスト出版より発売。

## あらすじ
温泉旅行に来ていた礼司・奏夫妻は、ともに旅をしていた親友夫妻の幸祐・明日歌に夫婦交換に巻き込まれる。一夜限りの予定だったが、4人は旅行の後も不倫関係を継続させてしまう。

## 登場人物
声はアニメ版の声優。
鈴川 礼司（すずかわ れいじ）
声 - あさぎ夕
奏の夫。真面目な性格。
鈴川 奏（すずかわ かなで）
声 - 餅梨あむ
礼司の妻。夫への自己主張が苦手。
美原 明日歌（みはら あすか）
声 - 八ッ橋しなもん
礼司の幼馴染で、幸祐の妻。開放的な性格。
美原 幸祐（みはら こうすけ）
声 - 黒井多飛岡
礼司の親友。軽薄で浮気性。

## 書誌情報
- ペーター・ミツル 『夫婦交歓』 ブラスト出版〈occupai〉、既刊6巻（2025年3月18日現在）
  1. 『夫婦交歓〜夫よりスゴい婚外セックス〜』 2022年11月18日発売[3]、ISBN 978-4-434-30785-0
  2. 『夫婦交歓〜夫とはできない背徳セックス〜』 2023年3月18日発売[4]、ISBN 978-4-434-31376-9
  3. 『夫婦交歓〜妻は週末ネトラレる〜』 2023年7月18日発売[5]、ISBN 978-4-434-31955-6
  4. 『夫婦交歓〜濡れ妻の言いわけ〜』 2024年2月16日発売[6]、ISBN 978-4-434-32977-7
  5. 『夫婦交歓〜うぶ妻の雌ばえ〜』 2024年9月18日発売[7]、ISBN 978-4-434-34109-0
  6. 『夫婦交歓〜男に馴染む若妻たち〜』 2025年3月18日発売[8]、ISBN 978-4-434-35070-2

## テレビアニメ
『夫婦交歓〜戻れない夜〜』（ふうふこうかん もどれないよる）のタイトルで、2023年7月から9月までTOKYO MX・BS11にて放送。オンエア版のほかに年齢制限のあるプレミアム版が制作され、AnimeFestaで独占配信される。

### スタッフ
- 原作 - ペーター・ミツル[2]
- 監督・演出 - 則座誠[2]
- シリーズ構成・シナリオ - 黒崎エーヨ[2]
- 絵コンテ - 巴里
- キャラクターデザイン・総作画監督 - 橋本真希[2]
- 色彩設計 - 川延彼方[2]
- 美術設定・美術監督 - 佐藤桃子[2]
- 撮影監督 - 鳳凰院修羅苦羅、友沢匠人[2]
- 編集 - 新海コウキ[2]
- 音響監督 - ひらさわひさよし[2]
- 音響制作 - スタジオマウス[2]
- プロデューサー - 青山ゆりえ、後藤礼雅
- 制作プロデューサー - ぷろれす大好きスーパーHaRuNaちゃん
- アニメーション制作 - studio HōKIBOSHI[2]
- 製作 - 彗星社[2]

### 主題歌
「whisper」
MAOによる主題歌。作詞はG-zass、作曲・編曲はかねこかずきとジョーカーサウンズ、監修は小林達矢。

### 各話リスト
| 話数  | サブタイトル   | 作画監督                     | 初放送日      |
| ----- | -------------- | ---------------------------- | ------------- |
| 第1話 | 彼のつまと     | 李文生                       | 2023年 7月3日 |
| 第2話 | 過ちありて     | くろは 所沢映画              | 7月10日       |
| 第3話 | 不貞の湯       | くろは 炎玨動画              | 7月17日       |
| 第4話 | 濡れて戯れ     | くろは 炎玨動画              | 7月31日       |
| 第5話 | 柔肌熱く       | 田中宏紀 森悦史 池上理恵     | 8月7日        |
| 第6話 | 咎あれど       | 森悦史 大籔佳奈子 Big Owl    | 8月14日       |
| 第7話 | 我がつまひとり | 増喜美和子 森悦史 大飛龍狂一 | 8月28日       |
| 第8話 | 愛しくて       | 森悦史 川口弘明 龍青三       | 9月4日        |

### 放送・配信
TOKYO MX・BS11にて、2023年7月3日から9月4日まで、月曜1時から1時5分（日曜深夜）に放送。放送前週には特別番組『新番組『夫婦交歓〜戻れない夜〜』特番〜湯船の中で…たっぷり蕩ける初出しSP〜』を放送。
インターネットでは、独占配信となるプレミアム版を含めてAnimeFestaにて第1話が6月9日に先行配信され、YouTube、ニコニコチャンネル、dアニメストア、U-NEXT、アニメ放題、DMM TV、ABEMA、アニメタイムズ、J:COMオンデマンド、milplus、HAPPY!動画、TELASAでも7月3日より順次配信。

## ASMR
『夫婦交歓〜お姉さん系人妻が自分からおクチで…&あなたを大好きな人妻のズップリ搾精が止まらない！ご奉仕NTR2連発！〜』のタイトルでAnimeFestaにて独占配信。鈴原奏編が2023年7月10日より、明日歌編が7月24日より配信されている。シナリオは英知希実、アニメーション制作はINDIVISION。